# Heteronardoa diamantinae
Heteronardoa diamantinae is een zeester uit de familie Ophidiasteridae.
De wetenschappelijke naam van de soort werd in 1976 gepubliceerd door Francis Rowe.